# 배드 에듀케이션
《배드 에듀케이션》(영어: Bad Education)은 미국에서 제작된 코리 핀리 감독의 2019년 범죄 코미디 드라마 영화이다. 휴 잭맨, 앨리슨 재니 등이 출연하였다. 횡령 총액이 1,100만 달러인, 미국 역사상 가장 큰 규모로 벌어진 학교 횡령 실화에 기반하였다.

## 줄거리
2002년. 롱아일랜드 나소군 로즐린 유니언 프리 학군 교육감 프랭크 터손 박사, 부교육감 팸 글러킨은 로즐린 고등학교를 미국 전체 공립 학교 중 4위로 끌어올리고, 지역 경제도 덩달아 부흥한다.
그러나 학교 신문 기자 레이철은 학군 회계에서 부정 정황을 발견한다. 한편 팸의 아들은 학군 경비용 카드로 집 수리 재료를 사다가 걸리고 팸은 세금으로 조성된 기금에서 25만 달러를 횡령한 것으로 드러난다. 위원회는 이 일을 외부에 숨기자는 프랭크 말에 설득돼 팸에게 대외적으로는 은퇴라고 발표하며 사직을 하고 돈을 반환할 것을 요구한다. 프랭크는 학군 회계 감사원 필에게 재무 기록을 위조하게 납득시키고 팸의 임시 대리로 임명한다.
레이철은 다시 학군 주문 내역에서 횡령 증거를 발견한다. 팸의 남편이 운영하는 자동차 영업소를 비롯해 여러 알 수 없는 회사에 거액의 자문비가 지급되었는데, 특히 총 803,000 달러에 달하는 경비가 워드파워 테크라는 회사로 흘러들어간 것. 레이철이 해당 주소지로 찾아가자 이는 게이임을 숨기고 지낸 프랭크가 동거자 톰과 함께 사는 맨해튼 아파트로 드러난다. 프랭크 역시 횡령 공범이었던 것이다. 프랭크는 그 외에도 학군 기금을 바람 상대인 옛 제자 카일과 런던행 콩코드 일등석에 쓰는 등 사적으로 유용한 것으로 드러난다.
팸, 제니, 필이 체포되고, 학교 신문 기사로 이 모든 것을 폭로한 레이철은 학교 신문사 편집장 자리에 오른다.

## 출연
- 휴 잭맨 - 프랭크 터손 역
- 앨리슨 재니 - 팸 글러킨 역
- 제럴딘 비스워나선 - 레이철 바가바 역
- 앨릭스 울프 - 닉 플라이슈먼 역
- 라파엘 카살 - 카일 컨트레러스 역
- 스티븐 스피넬라 - 톰 투지에로 역
- 애널리 애슈퍼드 - 제니 어킬라 역
- 레이 로마노 - 빅 밥 스파이서 역
- 하리 딜런 - 데이비드 바가바 역
- 제러미 셰이머스 - 필 메츠거 역
- 스테퍼니 커트주바 - 캐럴 슈와이처 역
- 캐서린 커틴 - 주디 셔피로 역
- 캐스린 나두치 - 샤론 캐츠 역
- 지미 테이트로 - 짐 보이 매카든 역
- 래리 로마노 - 사촌 래리 역